# 국도 제51호선 (핀란드)

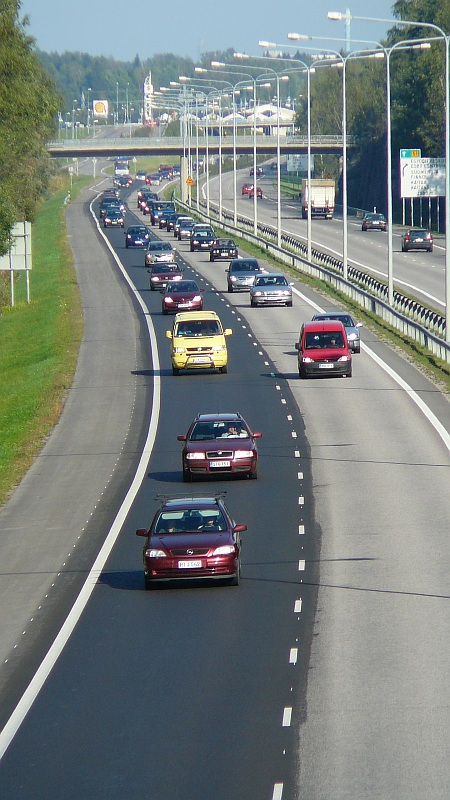
에스포의 Nöykkiö를 통과하고 있는 핀란드 51번 국도

국도 제51호선(핀란드어: Kantatie 51, 스웨덴어: Stamväg 51)은 핀란드 남부 지역의 주요 도시인 헬싱키와 라세포리를 이어주는 2급 국도로, 총 연장은 74 km이다. 기점은 헬싱키의 루오홀라티를 출발하여, 에스포의 인근 도시인 키르코눔미까지 연결되는 간선도로이다.

## 주요 경유지
해당 도로는 다음과 같은 도시 및 지역을 통과한다.
- 헬싱키 (루오홀라티(영어판), 라우타사리(영어판))
- 에스포 (케일라니에미(영어판), 마틴킬랴(영어판))
- 키르코눔미
- 시운티오(영어판)
- 잉가 (핀란드)(영어판)
- 라세포리 (카르야)